# 3 µm
3 µm (o 3000 nanometri) evoluzione del precedente processo a 10 µm è un processo produttivo della tecnologia dei semiconduttori con cui vengono prodotti i circuiti integrati a larghissima scala di integrazione (VLSI).
Questo processo fu introdotto da Intel, la principale industria di semiconduttori, intorno al 1975.
Il successore di questo processo utilizza una larghezza di canale di 1.5 µm.

## Processori realizzati con il processo 3 µm
- Intel 8085 CPU fu prodotto nel 1975.
- Intel 8088 CPU fu prodotto nel 1979.